# Церква Різдва Пресвятої Богородиці (Лопушани)
Церква Різдва Пресвятої Богородиці в Лопушанах — парафія і храм греко-католицької громади Зборівського деканату Тернопільсько-Зборівської архієпархії Української греко-католицької церкви в селі Лопушани Тернопільського району Тернопільської области.

## Історія церкви
Будівництво храму розпочалося у 1932 році, замінивши стару церкву, зведену в 1717 році. Новий храм Різдва Пресвятої Богородиці був завершений у 1932–1933 роках зусиллями парафіян та вірян з інших сіл за пароха о. Теодора Були.
Парафія належала до Української Греко-Католицької Церкви з початку XVIII століття до 1946 року, а потім знову з 1990 року. У радянські часи богослужіння проводили лише з дозволу влади.
Діти села активно беруть участь у Хресній дорозі та святі Миколая.
Старшим братом і головою парафіяльної ради з 2010 року є Степан Процик, який доклав значних зусиль до облаштування храму і подарував святині статую Ісуса Христа.
Біля церкви збудовано капличку, яку пожертвував Тарас Сямро. У селі загалом зведено чотири каплички, три з яких — за кошти Степана Процика.
У квітні 2011 року відбулася Хресна дорога головною вулицею села за участю владики Василія Семенюка та семінаристів Тернопільської вищої духовної семінарії.

## Парохи
- о. Теодор Була,
- о. Василь Мельник,
- о. Яроцький,
- о. Богдан Кирич (1965—?)
- о. Павло Борсук (з 1992).